# Вулиця Майданна (Львів)
Вулиця Майданна — вулиця в Сихівському районі Львова, місцевість Сихів. Сполучає вулицю Садибну з вулицею Антонича.

## Назва
До 1962 року вулиця мала назву Зелена бічна, а від 1962 року вулиця стала називатися Майданною.

## Забудова
Забудова вулиці переважно одноповерхова садибна 1950—1960-х років, нова індивідуальна забудова.
При вулиці Майданній знаходиться старосихівський цвинтар. 27 червня 2001 року Папа Римський Іван Павло II під час свого візиту до Львова завершив процес беатифікації новомучеників УГКЦ, зокрема й пароха церкви Пресвятої Трійці о. Андрія Іщака, похованого на цьому цвинтарі. Поряд з цвинтарем знаходиться символічна могила героям, що боролися та полягли за волю України. З вулиці Майданної через браму можна зайти на територію греко-католицького храму Пресвятої Трійці.
Поблизу перетину вулиці Майданної з вулицею Антонича на місці колишнього гаражного кооперативу у 2015—2016 роках збудований житловий комплекс «Сихівська Вежа».